# Râul Mulde
Râul Mulde este un afluent de versantul stâng al Elbei, el i-a naștere la sud de Leipzig în Saxonia prin confluența lui Zwickauer Mulde și Freiberger Mulde. Râul este considerat ca unul care apele cele mai repezi din Europa.

## Curs
Bazinul de colectare a lui Mulde se întinde pe o mare parte a suprafeței landului Saxonia, după formare râul străbate regiunea deluroasă a Soxoniei Centrale, traversând localitățile Grimma, Nerchau, Trebsen/Mulde, Wurzen și Eilenburg. După Bad Düben intră în landul Saxonia-Anhalt și la est de Bitterfeld formează între Pouch și Friedersdorf (Mulde) lacul de acumulare Muldestausee. Mai departe cursul râului străbate localitățile Muldenstein, Jeßnitz, Raguhn și Dessau, în nord de Dessau și sud de Roßlau se varsă în Elba. Mulde a intrat în istorie împreună cu Elba prin inundația secolului care a avut loc în anul 2002. In iulie 2005 rezultatele institului de protecție a mediului din Dessau au fost publicate, astfel a fost găsit în carnea de pește, concentrația în Beta-HCH depășește de 18 ori limita admisă, ca și rezidurile de organofosforice (Lindan) sunt peste limitele admise, nu s-a reușit să se determine  cauza poluării.

## Galerie de imagini

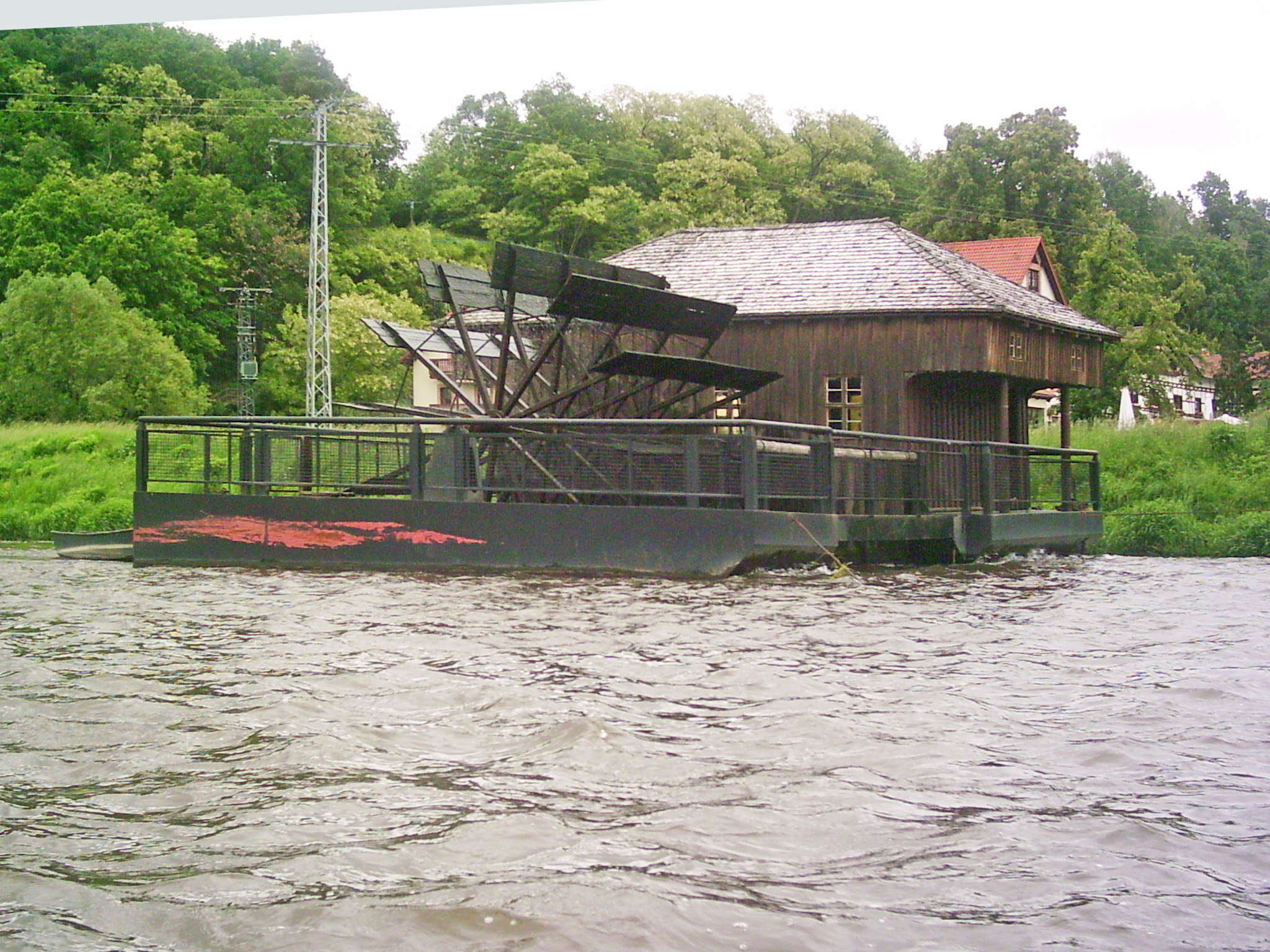
Moara pe apă la Höfgen
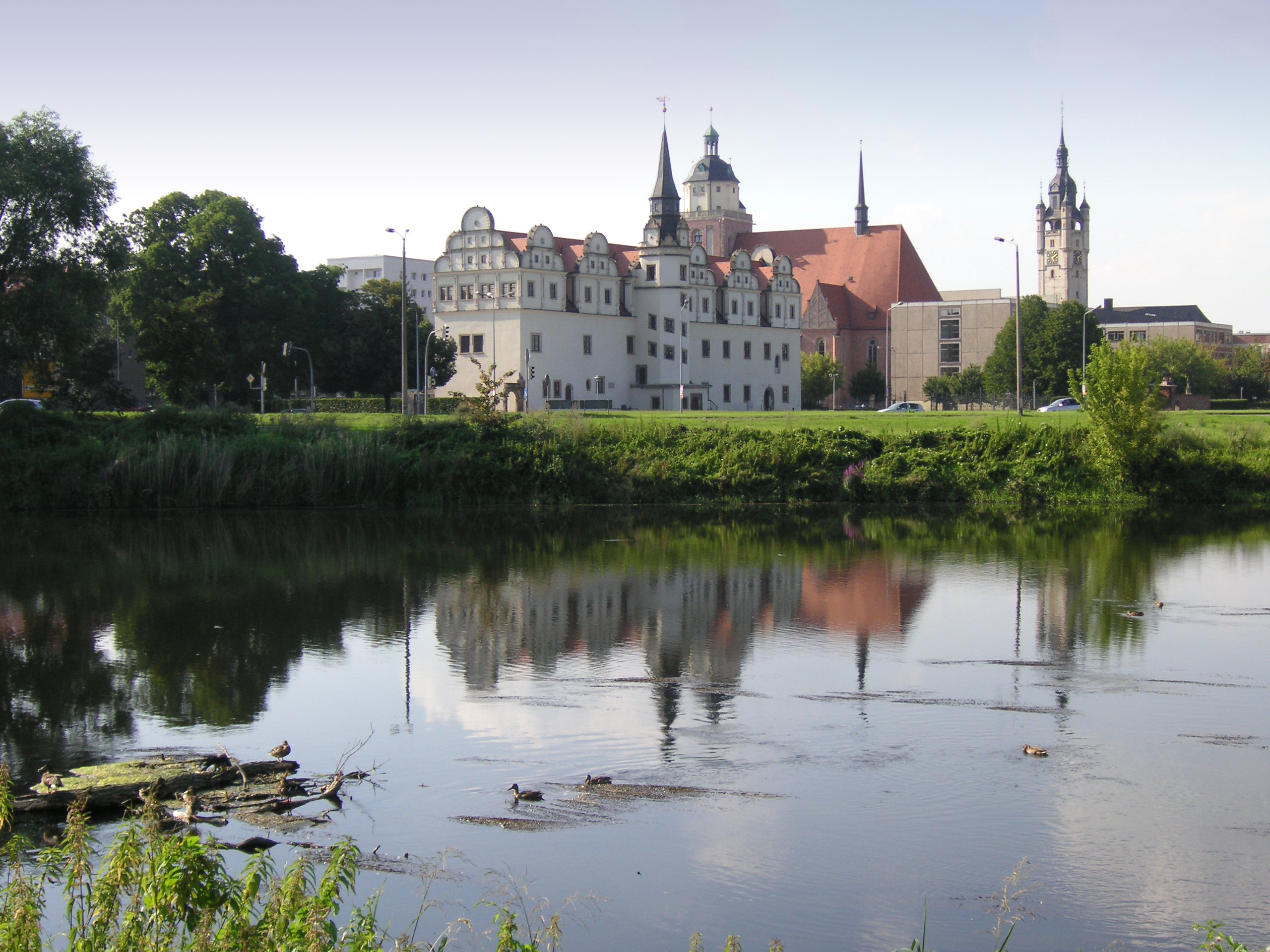
Dessau pe Mulde
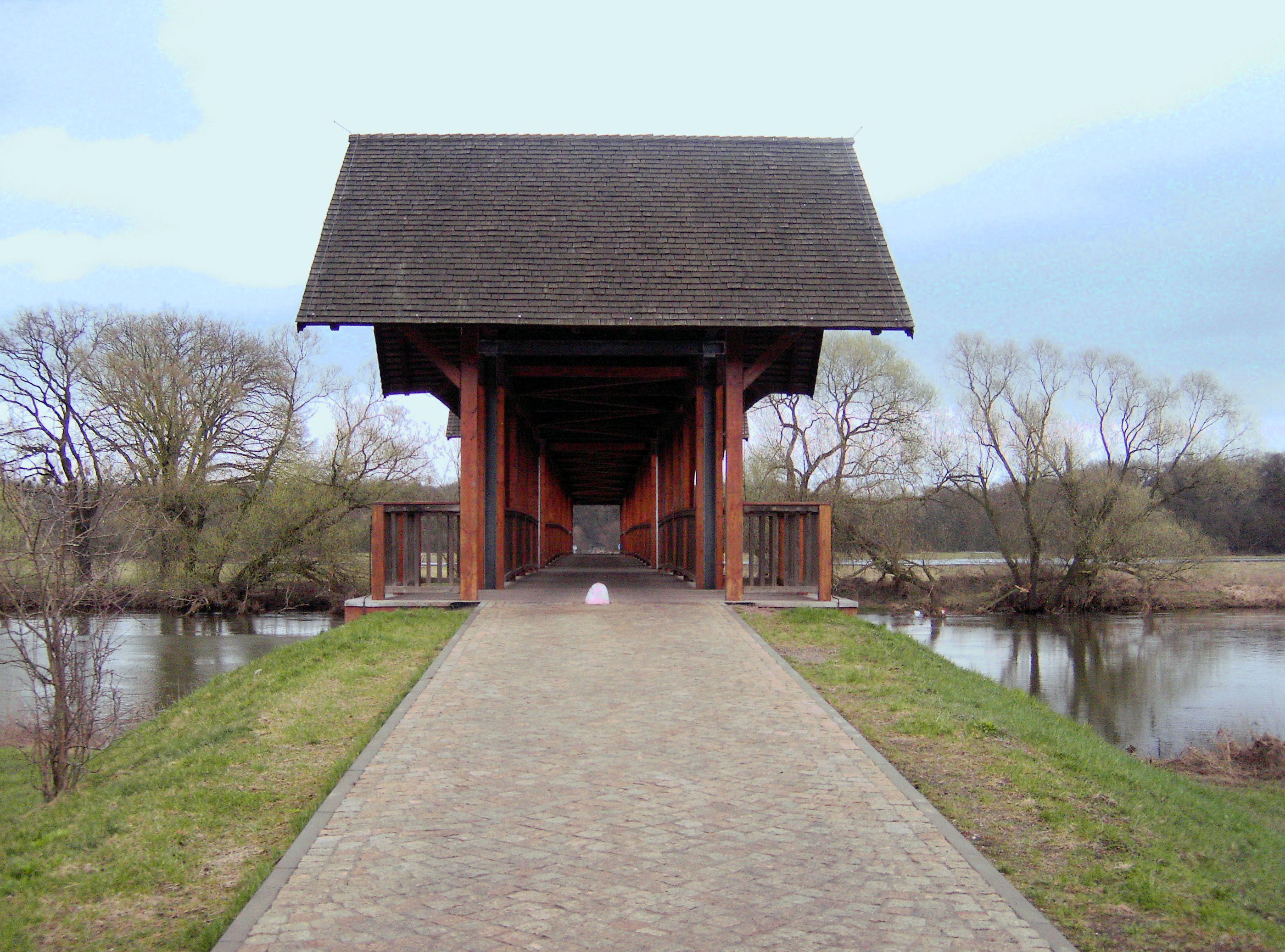
Mulde la Dessau
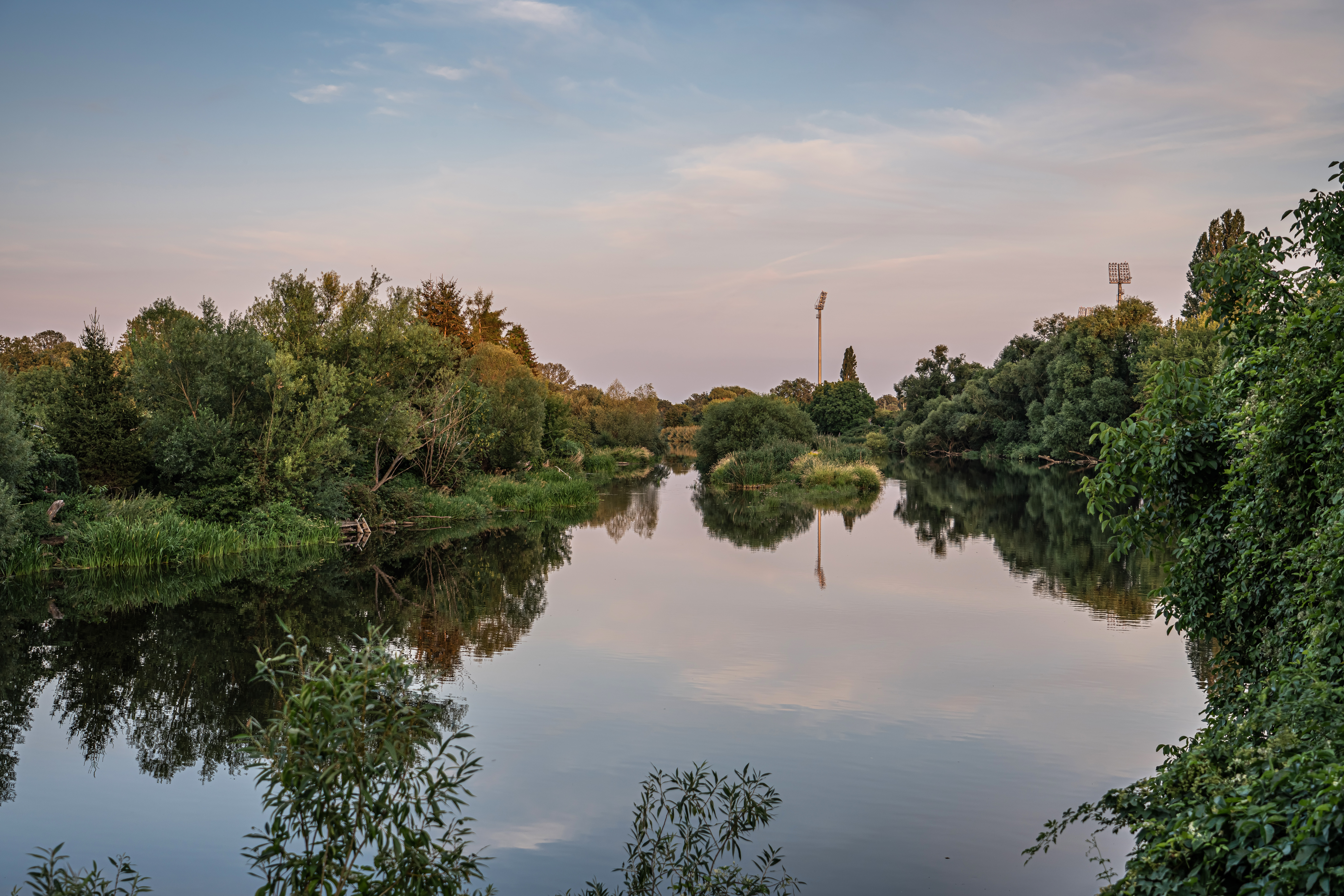
Mulde la Dessau